# Glaciar Darwin
El glaciar Darwin  es un glaciar de gran porte en la Antártida. Fluye desde la meseta polar hacia el este entre las montañas Darwin y las montañas Cook hasta la plataforma de hielo de Ross. La parte inferior del glaciar fue relevada por la Expedición Antártica Nacional Británica, 1901–04, y toda el área fue atravesada por partes de la Expedición Transantártica de la Commonwealth (1956–58) de Nueva Zelanda. El glaciar fue nombrado en asociación con las Montañas Darwin (ellos mismos nombrados por Leonard Darwin).
El contrafuerte Robertson es el más occidental de una serie de grandes afloramientos rocosos en el lado sur del glaciar Darwin entre el glaciar Alley y el glaciar Gaussiran.